# West Terre Haute
West Terre Haute est une municipalité américaine située dans le comté de Vigo en Indiana. Lors du recensement de 2010, sa population est de 2 236 habitants.

## Géographie
West Terre Haute est séparée de Terre Haute par la Wabash
Selon le Bureau du recensement des États-Unis, la municipalité s'étend en 2010 sur une superficie de 0,75 mille carré (1,94 km2).

## Histoire
La localité est fondée en 1836 par Samual McQuilkin, qui lui donne le nom de Macksville. Elle devient une cité ouvrière pour les mines de charbon et d'argile locales. Elle adopte son nom actuel en 1894 en référence à sa situation à l'ouest de Terre Haute Son bureau de poste change de nom en 1899.
L'église congrégationaliste Bethany, construite entre 1907 et 1909 dans un style néo-gothique tardif, est inscrite sur le Registre national des lieux historiques.